# Аустенитная нержавеющая сталь

Электронная микрофотография просвечивающего электронного дифракционного луча (CBED) оси зоны [111] аустенитной нержавеющей стали

Аустенитная нержавеющая сталь — особый тип нержавеющей стали . Нержавеющие стали могут быть классифицированы по их кристаллической структуре на четыре основных типа: аустенитная, ферритная , мартенситная и дуплексная. Аустенитные нержавеющие стали имеют аустенит в качестве своей первичной кристаллической структуры (гранецентрированная кубическая). Эта кристаллическая структура аустенита достигается достаточным добавлением аустенитных стабилизирующих элементов никеля, марганца и азота. Из-за специфической кристаллической структуры аустенитные стали не увеличивают твёрдость при термической обработке и не обладают магнитными свойствами.
Есть две подгруппы аустенитной нержавеющей стали. Нержавеющие стали серии 300 достигают своей аустенитной структуры в основном за счёт содержания никеля, превышающем 5 %, в то время как, в нержавеющих сталях серии 200 никель замещают марганцем и азотом, при этом небольшое содержание никеля на уровне 1-4 % всё ещё остаётся.
Нержавеющие стали серии 300 — большая подгруппа. Наиболее распространенной аустенитной нержавеющей сталью и самой распространенной из всех нержавеющих сталей является марка стали AISI 304, также известная в столовых приборах как 18/8, или как A2 в нержавеющем крепеже. Марка стали AISI 304 широко используется в таких предметах, как кухонная посуда, столовые приборы и кухонное оборудование. Марка стали 316 является следующей наиболее распространенной аустенитной нержавеющей сталью. Некоторые марки из 300-серии, такие как марка AISI 316, также содержат некоторое количество молибдена для повышения устойчивости к кислотам и повышения устойчивости к локальным воздействиям (например, точечной и щелевой коррозии). Более высокое добавление азота в серии 200 дает им более высокую механическую прочность, чем в 300-серии.
Другими известными аустенитными нержавеющими сталями, относящиеся к жаростойким, жаропрочным являются марки 309 и 310, которые используются в средах с температурой выше 800 °C.
Сплав 20 (Карпентер 20) представляет собой аустенитную нержавеющую сталь, обладающую высокой стойкостью к горячей серной кислоте и многим другим агрессивным средам, которые могут легко воздействовать на нержавеющую сталь типа 316. Этот сплав обладает высокой стойкостью к коррозионному растрескиванию при воздействии кипящего 20-40 % раствора серной кислоты. Сплав 20 обладает высокими механическими свойствами, а присутствие ниобия в сплаве сводит к минимуму выпадение карбидов во время сварки.
Аустенитная нержавеющая сталь может быть испытана путём неразрушающего контроля с использованием метода проникающего красителя, но не методом магнитного контроля частиц. Вихретоковые испытания также могут быть использованы.